# Tian'ao Dao
Tian'ao Dao (kinesiska: T’ien-ao-t’ien, T’ien-ao Shan, Tian’ao Dao, 田岙岛) är en ö i Kina. Den ligger i provinsen Zhejiang, i den östra delen av landet, omkring 230 kilometer sydost om provinshuvudstaden Hangzhou. Arean är 6,7 kvadratkilometer. Den sträcker sig 4,5 kilometer i nord-sydlig riktning, och 6,3 kilometer i öst-västlig riktning.